# 有岡雅行
有岡 雅行（ありおか まさゆき、1948年〈昭和23年〉9月28日 - ）は、日本の実業家。日本電気硝子元社長、同元会長。

## 経歴
大阪府出身。1978年（昭和53年）京都大学大学院工学研究科博士課程修了。日本電気硝子に入社し、ガラス繊維事業本部ガラス繊維事業部長、取締役、執行役員、常務執行役員液晶板ガラス事業本部長、専務執行役員を経て、2009年（平成21年）6月、社長に就任した。2015年（平成27年）3月、同社会長に就任。ほか、電気硝子工業会、ニューガラスフォーラム、ガラス産業連合会、日本セラミックス協会各会長を歴任した。